# Chebi Sports Club
Chebi Sports Club es un club de fútbol de Corea del Norte, afiliado a la  Fuerza Aérea del Pueblo de Corea. Chebi significa tragar en coreano.[cita requerida] Juegan en la  DPR Korea Premier Football League.
El Equipo de fútbol femenino de Chebi juega en la Liga Femenina de Fútbol de Corea del Norte, desde que obtuvo la promoción a la División 2 a finales de 2014.